# Isla Huivulai
Isla Huivulai är en privat ö i Mexiko. Den ligger fem kilometer från kusten i Californiaviken och tillhör delstaten Sonora, i den västra delen av landet. Ön är 17 kilometer lång och 1,2 kilometer bred vid den bredaste punkten. Ön räknas in till kommunen Cajeme och ligger ungefär 45 kilometer söder om Ciudad Obregón.

## Historia
1964 byggdes en 4 700 meter lång vall för att koppla ön till fastlandet, men detta hade förödande konsekvenser för ekosystemet då den stängde ut de naturliga havsströmmarna. Bahía de Tobari, bukten som Isla Huivulai ligger i, hade till slut mer lera än vatten och hade allvarligt kontaminerats av avfall.
Invånarna i El Paredón Colorado vilket är det närmaste lilla samhället på fastlandet lyckades 2008 övertyga regeringen i Cajeme att ta bort bron och öppna upp bukten och år 2012 togs den slutgiltigt bort. Sedan dess har Isla Huivulai tagits upp som ett särskilt skyddat naturreservat i Californiaviken och framförandet av motorfordon på ön är strikt förbjuden, liksom alla typer av nya byggen. I mars 2019 har förslag kommit för att åter öppna upp ön för turism, men dessa har mötts av hård kritik. Enligt lokal lag är dock viss typ av ekoturism tillåten så som fågelskådning, sportfiske och camping.
Isla Huivulai har emellertid till stor del återhämtat sig vid år 2020 och efter att muddring utförts i området så är vattnet återigen klart och fullt av syre.

## Natur

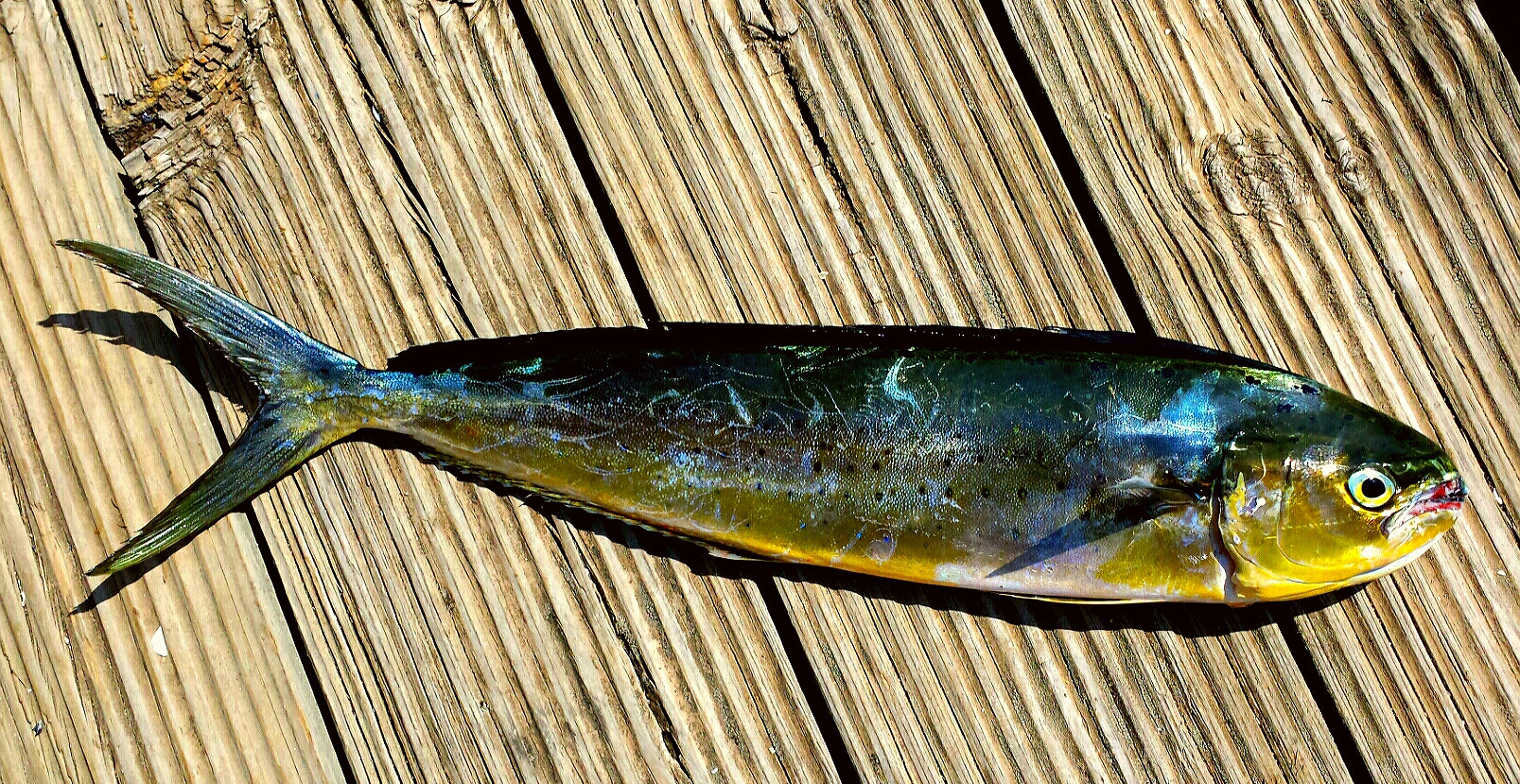
En mindre guldmakrill

Isla Huivulai har en 97 meter djup artesisk brunn med färskvatten och höga dadelpalmar växer längs med de långa tomma stränderna och höga sanddynerna. Ön är även rik på mangrove som växer längs med vattnet på alla sidor på ön.
Ön har även ett mycket rikt djurliv vissa säsonger och fåglar som hornpelikan, fläcknäbbad pelikan, brun visseland, albatross och även snöhäger, skedstorkar och tranor. Huivulai betyder "lång hals" på mayaspråk och ön har troligen fått sitt namn efter dessa fåglar. Andra arter som synts ofta på ön är fiskmåsar, tärnor, roskarlar, saxnäbbar, snäppor, sulor och fregattfåglar. Mellan november och mars finns det även gråvalar omkring ön, vilka kan skådas från ön vid ordnade utflykter.

### Fiske
Ön är även populär för fiske och då fiskas i allmänhet främst efter makrillfisken mexikansk sierra, guldmakrill (även kallad mahi mahi eller dorado), multe, havsgösfiskar och havsabbore. Det har även tidigare fiskats Stereolepis gigas men arten är numer akut hotad.